# 侍酒師

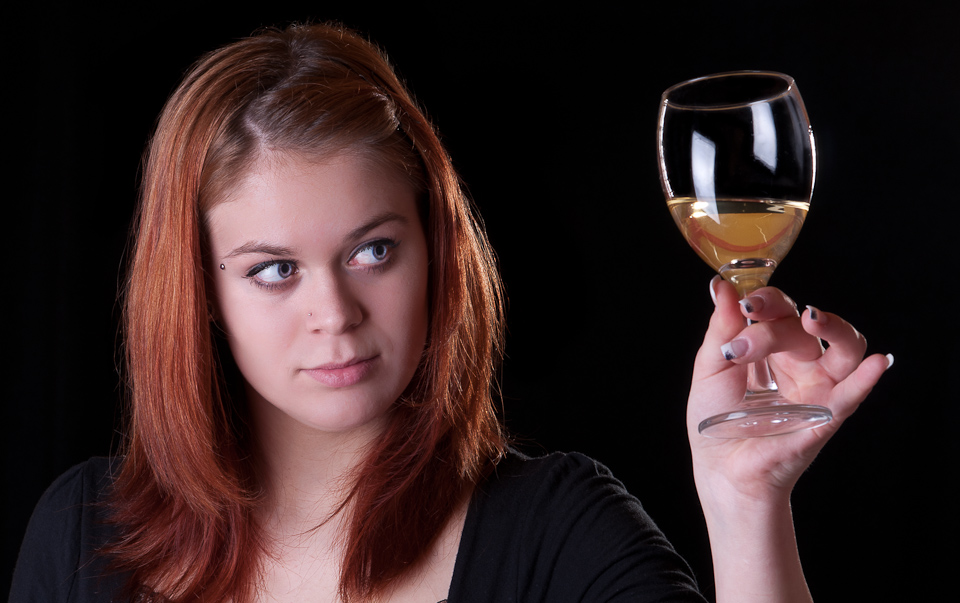
一名女性侍酒师

侍酒師是於高級餐廳或酒店中服務的一類人群，主要的工作是酒與餐點的搭配、酒的採購、貯藏和看管酒窖。他們也負責酒單的安排、酒的遞送、服務、訓練餐廳的其他服務人員。
侍酒师一般和餐廳的烹飪團隊一同工作，搭配最適合各式不同餐點及其特性的酒。一位專業的侍酒師在餐廳樓面工作並直接与餐廳的老闆联系。侍酒師根據顧客偏愛的食物和預算來搭配餐點與酒。他們受過專業的訓練，擁有酒類知識，專精於酒類服務。
現代資訊發達之下，瞭解酒類知識已不是侍酒師的專利，所以侍酒師必需包含更多方面的服務如：葡萄酒、啤酒、烈酒、軟性飲料、礦泉水和菸品。有些餐廳會僱請專事服務水、威士忌、雪茄、清酒的侍酒師，有些可能也會調配簡單的咖啡和非酒精性飲料。

## 教育與證書
法國的侍酒師是屬於國家考試，國際性的則有Wine and Spirit Education Trust（WSET）授權舉辦的考試。
International Sommelier Guild（ISG）是北美洲一個提供訓練與證書的學校，創始于1982年。ISG在美國的20個洲、加拿大的6個省及中國的兩個地方設有課程。The Court of Master Sommeliers是國際間最被認同的組織和專業侍酒師證書。只有極少數的專業侍酒師得到Master Sommelier頭銜。在美國，認證組織（如：the Wines and Spirit Education Trust和教育組織the Wine School of Philadelphia）訓練侍酒師但不核發侍酒師證書（sommelier-specific certification）。加州專業餐飲學校（The Professional Culinary Institute in California）訓練侍酒師並且在課程的最後有包含Master Sommeliers的第一階段前兩項測驗。

## 相關協會
國際侍酒師協會 Association de la Sommellierie Internationale （ASI）是跨國非政府組織，成立於1969年，目前共有52個會員，3個觀察員。香港專業品酒師協會於1998年成為會員，台灣侍酒師協會於2010年成為觀察員。